# Elecciones presidenciales de Sri Lanka de 2019
Las elecciones presidenciales de Sri Lanka se realizaron el 16 de noviembre de 2019. El actual presidente, Maithripala Sirisena, no se postuló para un segundo mandato. Gotabaya Rajapaksa, hermano del expresidente Mahinda Rajapaksa, fue el candidato del Sri Lanka Podujana Peramuna y fue respaldado por el Partido de la Libertad de Sri Lanka.  Sajith Premadasa, hijo del expresidente Ranasinghe Premadasa y líder adjunto del Partido Nacional Unido, fue el candidato del partido gobernante.

## Sistema electoral
El presidente es elegido por votación universal con mayoría absoluta, si ningún candidato la obtiene se realiza una segunda vuelta entre los dos más votados de la primera. Se elige por un período máximo de cinco años reelegible una vez.En la práctica, este sistema ha tenido poco uso, ya que cada elección directa desde la primera en 1981 ha dado como resultado que un candidato de uno de los dos principales partidos o alianzas en ese momento gane en el primer recuento. Por esta razón, muchos ciudadanos optan por marcar a un solo candidato, y muchos desconocen por completo que se pueden clasificar varios candidatos.